# Leberkäsjunkie
Pour plus de détails, voir Fiche technique et Distribution.
Leberkäsjunkie (littéralement « accro au Leberkäse ») est un film allemand réalisé par Ed Herzog, sorti en 2019. Il s'agit de la sixième adaptation cinématographique de la série de romans de Rita Falk mettant en scène l'inspecteur Franz Eberhofer.

## Fiche technique
- Titre : Leberkäsjunkie
- Réalisation : Ed Herzog
- Scénario : Stefan Betz et Ed Herzog d'après le roman de Rita Falk
- Musique : Martin Probst
- Photographie : Stephan Schuh
- Montage : Sebastian Wild
- Production : Kerstin Schmidbauer
- Société de production : Constantin Film
- Pays :  Allemagne
- Genre : Comédie policière
- Durée : 93 minutes
- Dates de sortie : 
  -  Allemagne : 1er août 2019

## Distribution
- Sebastian Bezzel : Franz Eberhofer
- Simon Schwarz : Rudi Birkenberger
- Lisa Maria Potthoff : Susi
- Daniel Christensen : Ignaz Flötzinger
- Anica Dobra : Frau Grimm
- Castro Dokyi : Buengo
- Eisi Gulp : Papa Eberhofer

## Box-office
Le film a enregistré 1,2 million d'entrées au box-office allemand. 